# Acropora granulosa
Acropora granulosa is een rifkoralensoort uit de familie van de Acroporidae. De wetenschappelijke naam van de soort is voor het eerst geldig gepubliceerd door Milne Edwards & Haime.